# Pieter Joosting
Pieter Joosting (Purmerend, 4 augustus 1867 - Utrecht, 15 februari 1942) was een Nederlands architect en ingenieur. Hij werkte voor de Hollandsche IJzeren Spoorweg Maatschappij als hoofd van de afdeling Bruggenbouw. 
Zijn bekendste ontwerp is de brug De Hef in Rotterdam. In 1930 ontving hij een eredoctoraat van de Technische Universiteit Delft,  en in Rotterdam is er een straat naar hem vernoemd: de Joostingstraat in de wijk Feijenoord.    
- Union List of Artist Names: 500064182
- Virtual International Authority File: 96120229